# Der erste Kaiser
Der erste Kaiser: Aufstieg des Reichs der Mitte ist ein Stadtaufbauspiel, das im Oktober 2002 von Sierra Entertainment herausgebracht wurde. Das Spielprinzip ähnelt dem vorhergegangenen Caesar III aus der Caesar–Serie und kann als Weiterentwicklung von Pharao und Zeus angesehen werden. Eine Besonderheit dieses Teils der antiken Aufbauspielreihe von Impression Games ist der erstmals eingebaute Multiplayer. Gleich geblieben ist die Kontrolle des Aufbaus einer Stadt aus der Isometrischen Perspektive. Schauplatz des Spiels sind das chinesische Reich und dessen Nachbarregionen im Zeitraum von 2000 v. Chr. bis zum Einfall Dschingis Khans 1211 n. Chr.

## Spielaufbau
Das Spiel besteht aus sieben Einzelkampagnen mit insgesamt 48 Einzelmissionen. Es ist allerdings auch möglich ein eigenes Spiel zu gestalten beziehungsweise gegen mehrere Spieler anzutreten. Der Zeitraum der Kampagnen reicht von den Anfängen der Xia-Dynastie (2033 v. Chr.) bis zum Ende der Song-/Jin-Dynastie (1211 n. Chr.).
Der Spieler muss zuerst kleine Dörfer aufbauen, die nur geringe infrastrukturelle Herausforderungen haben. Im Laufe des Spiels werden die Städte und die damit verbundene Planung eines funktionierenden Handels, militärischer Verteidigung und effizienter urbanen Strukturen komplexer, zeitintensiver und herausfordernder. In fortgeschrittenen Missionen ist es zudem möglich große Monumente wie die Chinesische Mauer, den Großen Kanal oder umfangreiche Grabanlagen (Terrakottaarmee, Kaisergräber) zu errichten.
Auch der Ablauf einer Einzelmission erinnert stark an die Vorgänger. Der Spieler beginnt mit einer gewissen Menge Spielgeld, mit der es ihm möglich ist, einfache Häuser, Straßen, Märkte und erste produzierende Betriebe zu bauen. Deren Waren können in der Stadt oder an andere Städte verkauft werden, dazu ist es allerdings nötig gegen Geld Handelswege über ein Weltkartenmenü zu eröffnen.
Mit einem funktionierenden Handel lassen sich nun auch militärische Einheiten (Infanterie, Bogenschützen, Kavallerie), Monumente, Stadtmauern, gehobenere Wohnviertel und der Import von Luxusgütern finanzieren.

## Besonderheiten
Im Spiel existieren vier Religionen friedlich nebeneinander: Ahnenverehrung, Buddhismus, Konfuzianismus und Daoismus. Wenn der Spieler es schafft durch den Bau vieler Tempel der jeweiligen Religion und dem Ausrichten von Festen die Zufriedenheit der Götter zu steigern, erscheinen Heldenfiguren (z. B. Xiwangmu, Sun Tsu, Bodhidharma), welche die Stadt mit besonderen Ereignissen beglücken.
In einigen Missionen ist es nötig, für den Garten des Stadtgouverneurs exotische Tiere aus dem Reich der Mitte und dessen angrenzenden Regionen zu „fangen“. Unter anderen sind dies Pandabären, Krokodile, Tiger, Antilopen, Gazellen.
Besondere Handelsgüter im Spiel sind Chinesische Lackkunst, Tee, Porzellan und Jadeschnitzereien, welche nur im antiken China vorkommen.